# Mezclador de la tarjeta de sonido
El mezclador es una parte de la tarjeta de sonido que se encarga de mezclar los sonidos que llegan a la tarjeta procedentes de diferentes fuentes, o que son generados por ésta.
La forma de mezclar los sonidos se puede controlar mediante programas, que pueden ser de la propia tarjeta de sonido o del sistema operativo.
En los sistemas operativos de Microsoft Windows hay un programa llamado control de volumen o control de grabación (según el modo en el que esté) que realiza esa función.

En cada modo hay un conjunto de controles que permiten controlar el volumen y balance izquierda-derecha (para los sonidos estéreo) de cada fuente de sonido.
También pueden existir otros controles que controlan el flujo de sonido procedente de otros dispositivos (como tarjetas sintonizadoras de TV, etc)

## Esquema de la mezcla del sonido
En el siguiente gráfico se muestran los principales controles que intervienen en la mezcla del sonido para obtener el sonido que sale por los altavoces y el que se graba (con la grabadora de sonidos, por ejemplo).

## Lista de mezcladores

### Salida de volumen
| Control            | Canales | Sonido controlado |
| ------------------ | ------- | --- |
| Onda               | stereo  | Controla el sonido generado por el ordenador al reproducir WAV, MP3, Ogg Vorbis etc. También el sonido generado al reproducir CD-Audio con algunos programas (como Windows Media Player o Media Player Classic) o al reproducir archivos MIDI con otros programas (como JetAudio) |
| Sintetizador SW    | stereo  | Sonido producido al reproducir archivos MIDI con la mayor parte de los programas |
| Reproductor de CD  | stereo  | Sonido procucido al reproducir CD-Audio con la mayor parte de los programas |
| Micrófono          | mono    | Sonido que entra desde el micrófono (externo o interno) |
| Línea de entrada   | stereo  | También controla el sonido que procede del micrófono |
| Aux                | stereo  | Controla el sonido desde una toma de entrada externa (o auxiliar) al PC |
| SPDIF              | mono    | Interfaz digital de algunos dispositivos. Poco habitual |
| Altavoz del PC     | mono    | Sonido procedente del altavoz del PC. Este sonido es el que se oye en los programas de MS-DOS (normalmente pitidos) |
| Control de volumen | stereo  | Sonido mezclado con destino a los altavoces |

### Entrada de volumen (grabación)
| Control    | Canales | Sonido controlado                                                                                             |
| ---------- | ------- | --- |
| Stereo mix | stereo  | Sonido procedente de la mezcla                                                                                |
| Mono mix   | mono    | Como el anterior, pero el sonido se graba como mono                                                           |
| Micrófono  | mono    | Sonido que pasa directamente del micrófono a grabarse (sin pasar por el mezclador ni salir por los altavoces) |

### Algunos usos
- Convertir un MIDI en WAV:  Hay que reproducir el archivo MIDI con Sintetizador SW u Onda activados (depende del programa que usemos para reproducir el MIDI. Ver arriba).
             En el control de grabación hay que seleccionar mono mix o stereo mix (dependiendo del tipo de salida que queramos).  El sonido se graba entonces usando cualquier programa que grabe el sonido, como la grabadora de sonidos de Windows.

Para evitar ruidos extras deberían desactivarse todos los demás controles del control de volumen, salvo el control control de volumen si es que quiere oírse (en este caso desactivar el micrófono) para evitar feedback.
- Grabar sonido 'streaming' (como el de una radio por internet): Como este sonido se controla mediante el control onda, hay que activarlo. El control de grabación seleccionar stereo mix o mono mix.

De esta forma puede grabarse cualquier otro sonido interno del ordenador (como voces de motores TTS, sonidos internos del sistema operativo, etc)
- Se puede producir sonido acoplado poniendo con volumen alto los controles micrófono y control de volumen (ambos del mismo control de volumen, sobre todo si se ha activado mic boost (en el botón Avanzado del control de micrófono).